# Hypena parva
Hypena parva är en fjärilsart som beskrevs av Alfred Ernest Wileman och South 1916. Hypena parva ingår i släktet Hypena och familjen nattflyn. Inga underarter finns listade i Catalogue of Life.